# Зигхард от Аквилея
Зигхард (на италиански: Sigeardo (Singifrédo) di Beilstein o di Tengling; на немски: Sieghard, Syrus, Sigehard von Peilstein; † 12 август 1077) от баварския род Зигхардинги, e патриарх на Аквилея от 1068 до 1077 г.

## Биография
Той е син на Зигхард VII (Сицо) († 5 юли 1044), граф в Кимгау, и Билихилд от Андекс († 23 октомври 1075), дъщеря на Фридрих I, граф на Горен Изар (Андекс).
През януари 1077 г. Хайнрих IV дава на патриарха графството Фриули. След това Зигхард помага за бързото връщане на Хайнрих IV през Алпите в Бавария. На 11 юни 1077 г. Хайнрих IV дава на патриарха „и на неговите наследници“ също марките Истрия и Крайна. Зигхард умира след няколко месеца неочаквано.